# Arcas (Chur)

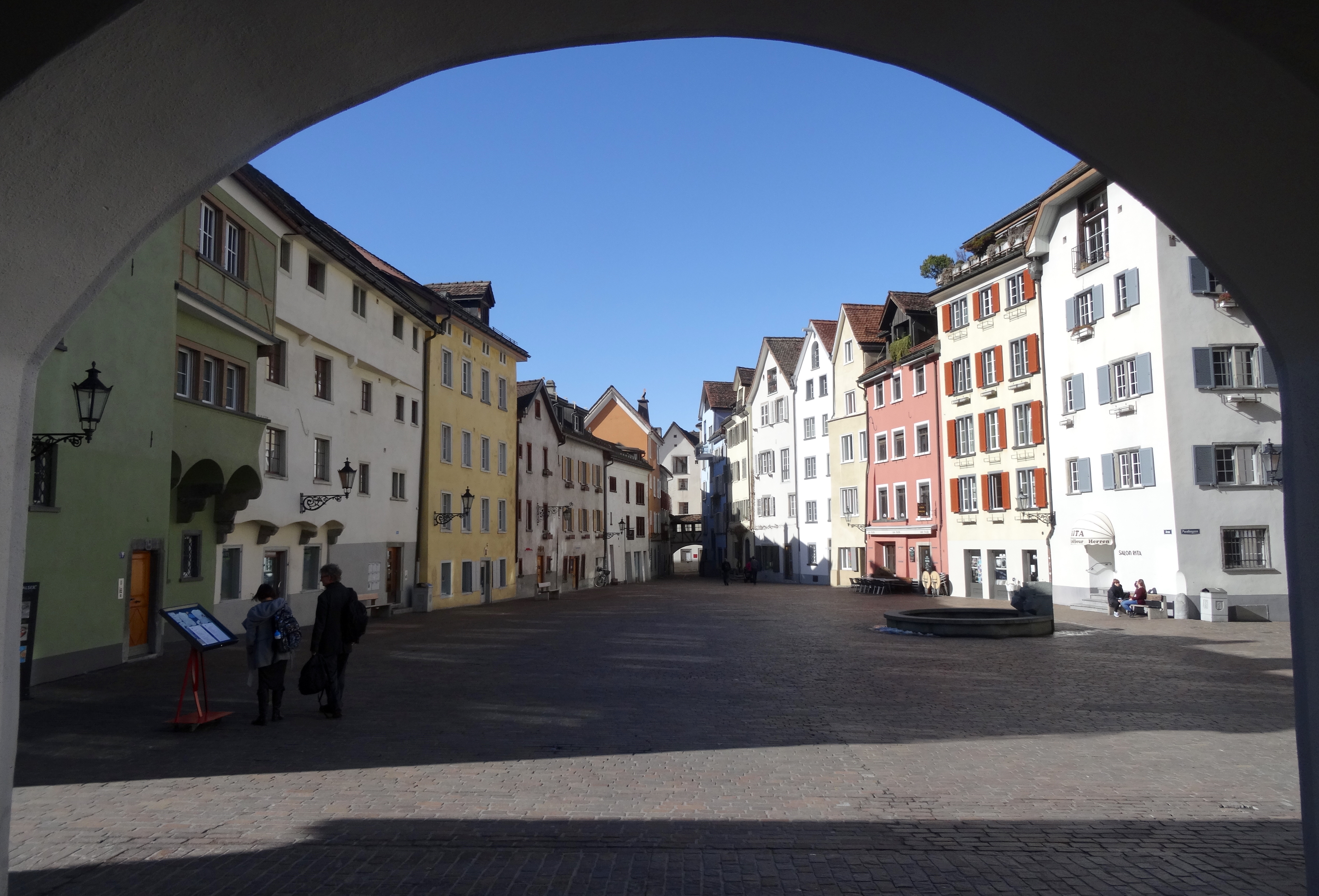
Der Arcas gegen Westen

Der Arcas (von rätoromanisch archa = Dammwuhr als deichartige Verbauung) ist ein grosser Platz im Süden der Churer Altstadt unweit der Martinskirche. Vom Arcas führt der Weg in die Altstadt am Bärenloch vorbei zum Martinsplatz.
Die an die Plessur angrenzende Häuserzeile ist direkt an die mittelalterliche Stadtmauer aus dem 13. Jahrhundert angebaut. Der Arcas erfuhr 1971 eine völlige Umgestaltung mit unterirdischem Parkhaus und der Freilegung des historischen Marktplatzes. Federführender Architekt war Theodor Hartmann. Die Neugestaltung erfuhr scharfe Kritik durch den Architekten Rudolf Olgiati.

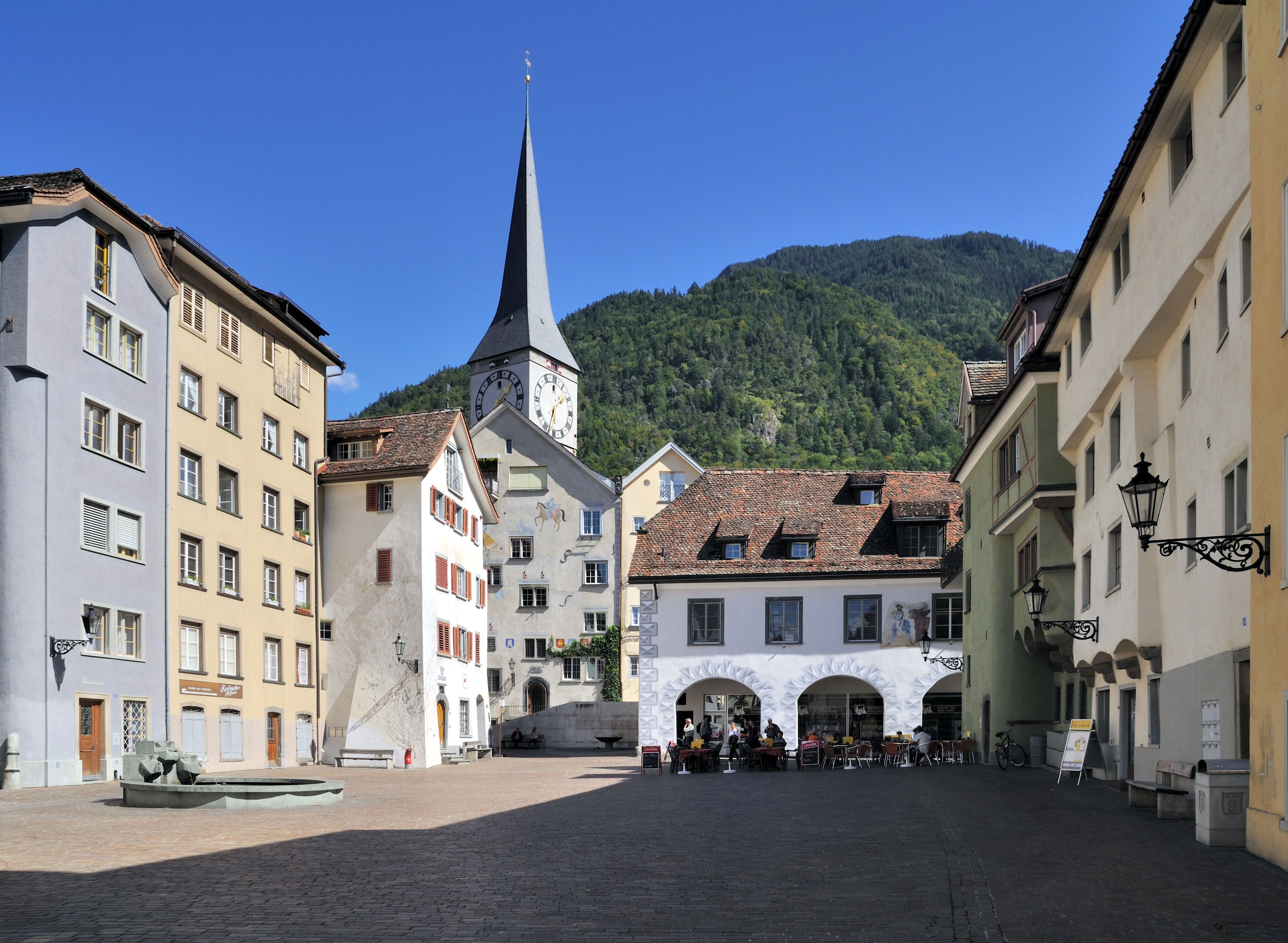
Arcas gegen Osten
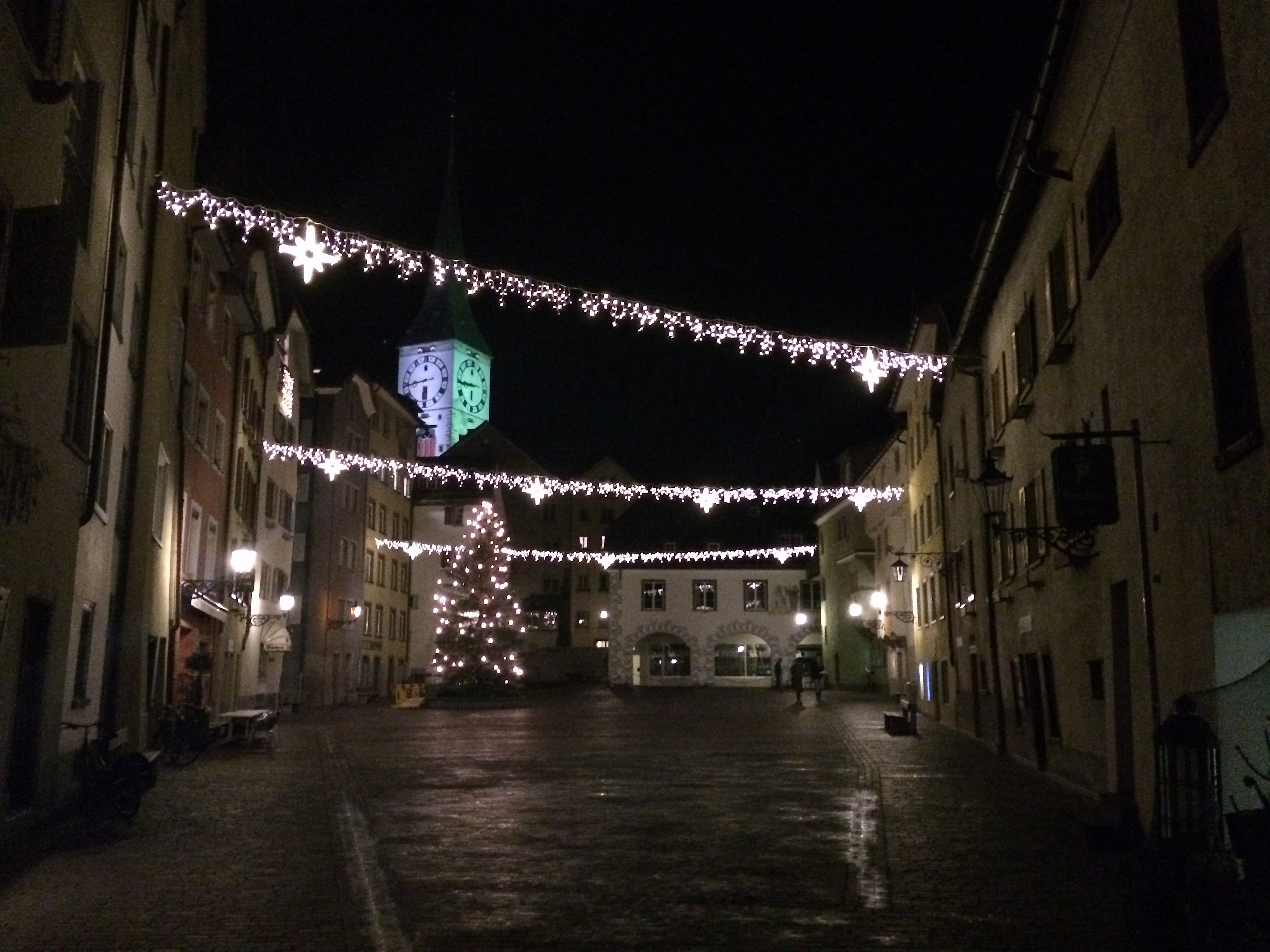
Bei Nacht
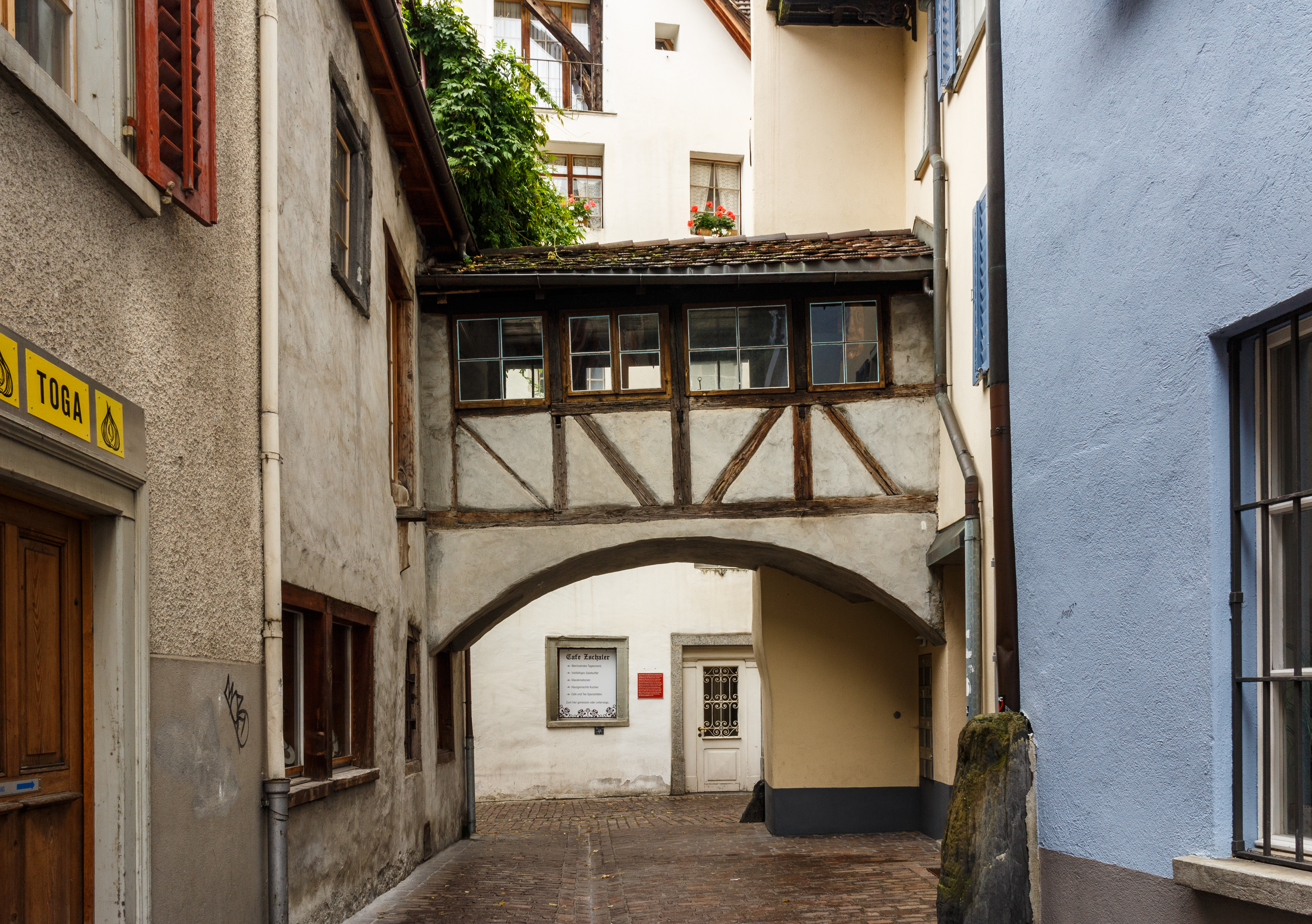
Westlicher Abschluss
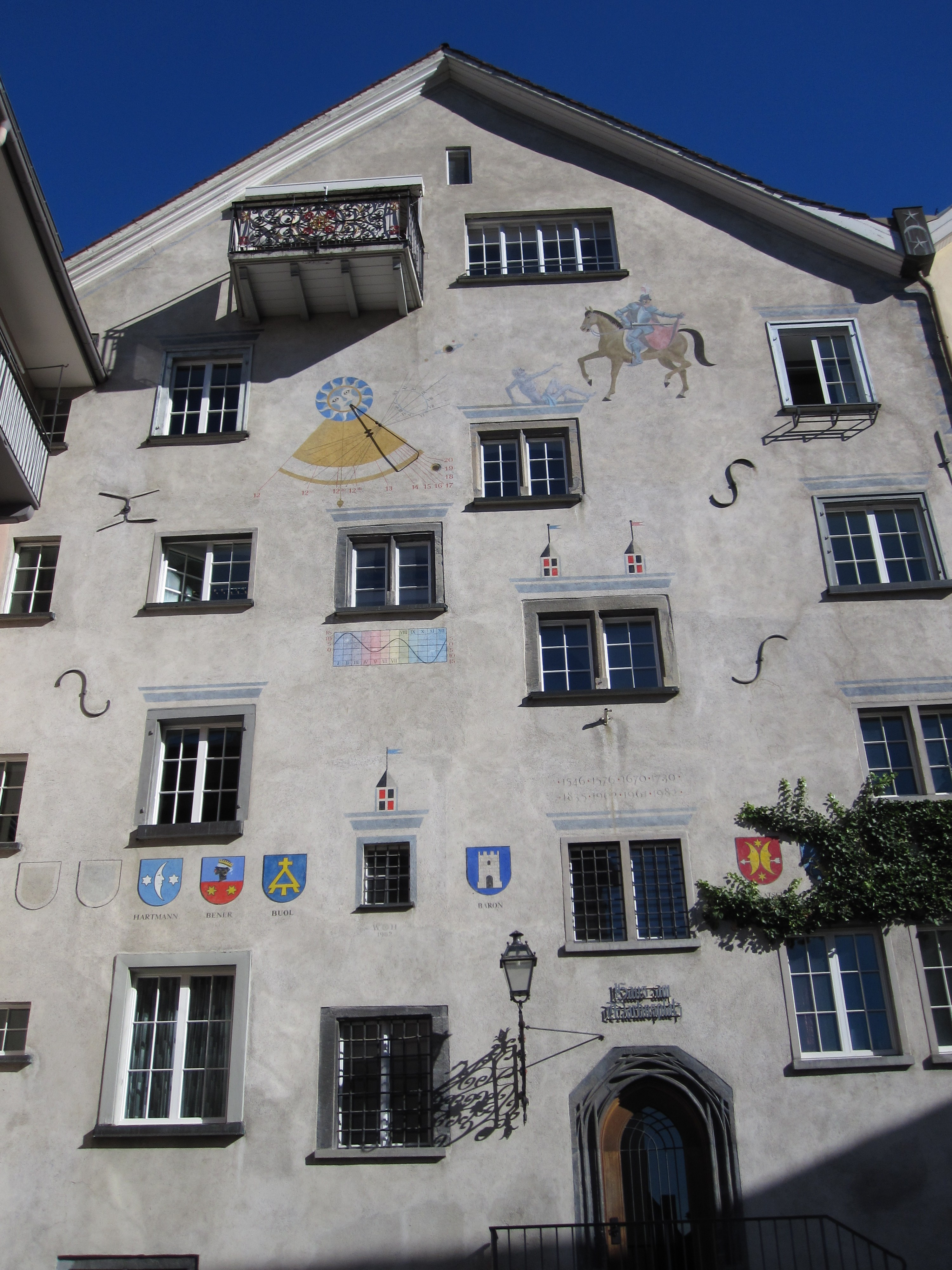
Das mit Churer Familienwappen und Wandmalereien gezierte Haus am Martinsplatz als Bindeglied zwischen Arcas und Martinsplatz – hier vom Arcas aus gesehen